# J. Tiago de Oliveira
J. Tiago de Oliveira, de seu nome José Tiago Fonseca de Oliveira (Lourenço Marques, 22 de dezembro de 1928 – Lisboa, 23 de junho de 1993) foi um eminente matemático e estatístico português, conhecido internacionalmente por trabalhos seminais na área da teoria de valores extremos [en]. A sua obra e testemunhos de alunos, amigos e colegas, numa homenagem feita um ano após a sua morte, foram compilados no livro no livro “J. Tiago de Oliveira, O Homem e a Obra”.
Tiago de Oliveira foi o grande impulsionador do desenvolvimento da estatística em Portugal e a ele se deve a criação de estruturas educacionais e científicas que permitiram o avanço e reconhecimento em Portugal da Estatística como ciência autónoma da matemática. Em 1975 criou o Centro de Estatística e Aplicações na Universidade de Lisboa (CEAUL), berço da investigação em  probabilidade e estatística em Portugal; em 1980 fundou a Sociedade Portuguesa de Estatística e Investigação Operacional (SPEIO), passando a chamar-se Sociedade Portuguesa de Estatística (SPE) a partir de 1991, após profunda remodelação. Em 1981 fundou na Faculdade de Ciências da Universidade de Lisboa (FCUL) o Departamento de Estatística, Investigação Operacional e Computação (atualmente Departamento de Estatística e Investigação Operacional — DEIO), com duas licenciaturas em Probabilidades e Estatística e em Estatística e Investigação Operacional e um primeiro mestrado em Estatística e Investigação Operacional.
Membro da Academia das Ciências de Lisboa, foi professor da Faculdade de Ciências da Universidade de Lisboa (1953-1987) e da Faculdade de Ciências e Tecnologia da Universidade Nova de Lisboa (1987-1992), onde fundou em 1988 o Laboratório de Estatística e Matemática Actuarial. Lecionou em várias outras universidades, nomeadamente na Universidade da Bahia, Universidade da Califórnia em Santa Bárbara, Universidade Livre de Bruxelas, Universidade de Luanda, Technion (Instituto de Tecnologia de Israel), entre outras.
Membro fundador do Partido Socialista, foi Secretário de Estado da Investigação Científica (1076-1978) no I Governo Constitucional após a revolução de 25 de Abril de 1974.
É a Tiago de Oliveira que a “Escola Portuguesa de Extremos (PORTSEA)“ que é hoje internacionalmente respeitada, deve a sua existência e consequente desenvolvimento.
Pelo destacado legado científico que deixou, Tiago de Oliveira merece um lugar muito especial entre os Grandes Matemáticos Portugueses do Século XX.

## Biografia
J. Tiago de Oliveira nasceu e cresceu em Lourenço Marques (atual Maputo), Moçambique, a 22 de dezembro de 1928, para onde os seus pais, Belmira Tiago e José da Fonseca Oliveira, originários da Régua, se tinham deslocado. Eugénio Lisboa, grande amigo de infância, no seu texto “Recordar Um Amigo” publicado na coletânea “J. Tiago de Oliveira, O Homem e a Obra” faz uma descrição interessante da sua vivência com Tiago de Oliveira durante os tempos da sua juventude em Lourenço Marques.
Tiago de Oliveira terminou o curso complementar dos liceus em 1945 com 19 valores, tendo recebido o prémio Muller para o melhor estudante do Liceu Oliveira Salazar (atual Liceu Josina Machel) em Lourenço Marques (atual Maputo). Foi graças à bolsa que recebeu da Caixa Económica Postal, que nesse ano rumou ao Porto para continuar os seus estudos universitários. A sua intenção era estudar Engenharia Naval na Universidade do Porto. No entanto, durante sua viagem de volta ao continente parou no Lobito, Angola. Uma visita a uma livraria local levou-o a comprar um livro sobre estatística, escrito em espanhol. Foi então, segundo seu filho José Carlos Tiago de Oliveira   que encontrou a sua vocação. Em vez de Engenharia Naval, ingressou no curso de Matemática o qual terminou em 1949. Em 1950 tirou a licenciatura em Engenharia Geográfica, e em 1951 recebeu o Prémio Rotary Club para o melhor aluno da Faculdade de Ciências da Universidade do Porto.
Devido às suas opiniões políticas contra o regime de Salazar, não foi fácil arranjar um emprego na academia. Por duas vezes concorreu a um lugar de assistente na Faculdade de Ciências do Porto e ambas as vezes viu negada a sua entrada por razões políticas. Em 1951 aceitou um emprego de investigação em biometria e bioestatística no Instituto de Biologia Marítima em Lisboa, tendo publicado, nessa altura, o seu primeiro artigo científico, “Sobre o Problema da Estimação em Estatística”. Finalmente, em 1953, e graças à intervenção do Professor António Almeida e Costa, ingressou como assistente no Departamento de Matemática da Faculdade de Ciências da Universidade de Lisboa. Foi sob a orientação de António Almeida  Costa que em 1957 defendeu a sua tese de doutoramento em Álgebra com uma tese intitulada “Residuais de Sistemas e Radicais de Anéis”. Contudo o seu interesse pela Estatística não esmoreceu. Foi com um trabalho sobre “Estatística de Densidades; Resultados Assintóticos” que em 1965 concorreu ao lugar Professor Extraordinário na Faculdade de Ciências de Lisboa. Quando em 1967 concorreu ao lugar de Professor Catedrático nessa Faculdade já tinha publicado 63 artigos científicos, vários em revistas de grande projeção tais como Annals of Mathematical Statistics e Bulletin of the International Statistical Institute.
O seu primeiro trabalho na área de Teoria de Valores Extremos, “Extremal Distributions” data de 1959. Em 1960 teve uma bolsa da NATO para trabalhar na Universidade Columbia em Nova Iorque como cientista sénior, onde teve a oportunidade de colaborar com Emil Julius Gumbel. Esta colaboração marcou o início de uma frutífera carreira de investigação para Tiago de Oliveira. Generalizou resultados de Gumbel sobre teoria de extremos univariados, aos casos bivariado e multivariado, apresentando muitas outras contribuições importantes e novos desenvolvimentos na área de extremos multivariados. Desenvolveu vários métodos para a estimativa dos parâmetros dos modelos Gumbel, Fréchet e Weibull e estimativa de quantis elevados, para além de contribuições importantes em problemas de decisão relacionados com a distribuição Weibull, e no estudo de extremos univariados em sequências dependentes. Outro trabalho pioneiro de Tiago de Oliveira foi na escolha estatística de modelos extremos univariados. Embora conhecido internacionalmente devido à sua contribuição no desenvolvimento da Teoria de Valores Extremos, Tiago de Oliveira publicou ainda trabalhos importantes em demografia, controlo de qualidade, outliers, estatística não paramétrica, teoria do risco, entre outros temas. Tiago de Oliveira era dedicado não só à ciência, como à educação e à sociedade civil. Escreveu ainda vários artigos dedicados à história, filosofia e educação. Em particular é de salientar o seu trabalho sobre o desenvolvimento da matemática em Portugal desde o {{séc|XVI ao século XIX (O Essencial sobre a História das Matemáticas em Portugal). Todos os seus trabalhos foram compilados pelo filho José Carlos, numa série de dois volumes “Collected Works of J. Tiago de Oliveira” publicada pela Editora Pendor.

## Prémios e Distinções
- 1945 — Prémio Muller para o melhor estudante do Liceu Oliveira Salazar em Lourenço Marques.
- 1961 — Prémio do Rotary Clube na qualidade de melhor aluno da Faculdade de Ciências do Porto
- 1969 — Prémio A. Malheiros para Ciências Matemáticas, da Academia das Ciências de Lisboa
- 1984 — Prémio da Fundação Calouste Gulbenkian para Ciência e Tecnologia, Ciências Lógico-Dedutivas, pelo conjunto da sua obra.
- 1985 — Eleito membro efetivo da Academia das Ciências de Lisboa, onde toma posse da cadeira número 3.
- 1987 — Eleito Honorary Fellow of the Royal Statistical Society.
- 1992 — Prémio de Ciência da Fundação Oriente.

## Família
Filho de José da Fonseca Oliveira e de Belmira Tiago de Oliveira. Casou em 1953 com Ermelinda de Oliveira Brandão. Teve três filhos. José Carlos (1954), Maria Luísa (1957) e Isabel Maria (1966).

## Livros publicados
- J. Tiago de Oliveira (1958). “Exercícios de Álgebra Linear e de Geometria Linear”, Lisboa, Livraria Escolar Editora-
- J. Tiago de Oliveira (1969). “Probabilidades e Estatística: Conceitos Fundamentais”, Lisboa, Liv. Escolar Editora, 2 vols.
- J. Tiago de Oliveira (1983). “António Sérgio, Cidadão do Amanhã”, Lisboa, Cadernos FAOJ-
- J. Tiago de Oliveira (1989). “O essencial sobre a História das Matemáticas em Portugal”, Lisboa, IN-CM.
- J. Tiago de Oliveira (1990-1991). “Probabilidades e Estatística: Conceitos, Métodos e Aplicações”, Lisboa, McGraw Hill, 2 vols.
- J. Tiago de Oliveira (2017). “Statistical Theory of Extremes”. GATHA COGNITION Publicação póstuma. ISBN :978-81-932622-3-8, DOI :dx.doi.org/10.21523/gcb1

## Artigos publicados
No artigo da autoria de Fernando Reis em Ciência e Personagens, Instituto Camões encontra-se uma listagem de mais de centena e meia de artigos publicados por Tiago de Oliveira.